# Pastillodes
Pastillodes is een geslacht van kevers van de familie (Cybocephalidae).

## Soorten
- P. agathidioides (Peyerimhoff, 1927)
- P. areolatus (Normand, 1940)